# Střezimíř
Střezimíř är en ort i Tjeckien.   Den ligger i regionen Mellersta Böhmen, i den centrala delen av landet, 60 km söder om huvudstaden Prag. Střezimíř ligger 600 meter över havet och antalet invånare är 320.
Terrängen runt Střezimíř är huvudsakligen platt, men västerut är den kuperad. Runt Střezimíř är det tätbefolkat, med 383 invånare per kvadratkilometer. Närmaste större samhälle är Tábor, 13,5 km söder om Střezimíř. Trakten runt Střezimíř består till största delen av jordbruksmark.